# Allium acutiflorum
Allium acutiflorum (saknar svenskt trivialnamn) är en flerårig växtart i släktet lökar och familjen amaryllisväxter. Arten beskrevs av Jean Loiseleur-Deslongchamps. IUCN kategoriserar arten globalt som livskraftig. Inga underarter finns listade i Catalogue of Life.

## Utbredning
A. acutiflorum är vildväxande i södra Frankrike, på Korsika, i nordvästra Italien samt i Marocko och Algeriet. Den odlas även som prydnadsväxt utomhus i andra delar av världen.